# 하세-베유 제타 함수
수학에서, 하세-베유 제타 함수(영어: Hasse–Weil zeta function)는 주어진 대수다양체의 일부 성질들을 나타내는 L-함수의 하나이다. 유한체에 대한 점들의 수에 대한 정보를 담고 있다.

## 정의
{\displaystyle V/\mathbb {Q} }가 유리수체에 대한 비특이 사영 대수다양체라고 하자. 그렇다면 모든 소수 {\displaystyle p}에 대하여 {\displaystyle V/\mathbb {F} _{p}}를 정의할 수 있다. 그렇다면 {\displaystyle V}의 하세-베유 제타 함수 {\displaystyle Z_{V,\mathbb {Q} }(s)\colon \mathbb {C} \to \mathbb {CP} ^{1}}를
{\displaystyle Z(V/\mathbb {Q} ,s)=\prod _{p}\zeta (V/\mathbb {F} _{p};p^{-s})}
을 국소 제타 함수(영어: local zeta function) {\displaystyle \zeta (V/\mathbb {F} _{p};p^{-s})}들의 곱으로 정의할 수 있다. 이 정의는 유한 개의 {\displaystyle p^{-s}}들의 유리 함수에 대하여 약간의 모호함을 가지지만, 이 함수의 성질은 이 모호함에 크게 의존하지 않는다.
이 모호함을 해소하려면 에탈 코호몰로지를 사용하여야 한다.

## 하세-베유 L-함수
하세-베유 제타 함수의 특수한 경우로, 타원 곡선의 하세-베유 L-함수(영어: Hasse–Weil L-function)가 있다. 유리수체에 대한 타원 곡선 {\displaystyle E/\mathbb {Q} }의 하세-베유 L-함수 {\displaystyle L(s,E)}는 다음과 같다.
{\displaystyle L(E;s)={\frac {\zeta (s)\zeta (s-1)}{Z(E_{n}/\mathbb {F} _{p},s)}}}
여기서 {\displaystyle \zeta (s)}는 리만 제타 함수이다.

## 하세-베유 추측
하세-베유 추측(영어: Hasse–Weil conjecture)에 따르면, 하세-베유 제타 함수는 복소평면 전체에서 유리형 함수로 해석적 연속이 가능해야 한다. 타원 곡선의 경우는 모듈러성 정리에 따라 이미 증명되었다.

## 같이 보기
- L-함수

## 참고 문헌
- Silverman, Joseph H. (2009). 《The Arithmetic of Elliptic Curves》 (영어). Graduate Texts in Mathematics 106 2판. New York: Springer. doi:10.1007/978-0-387-09494-6. ISBN 978-0-387-09493-9. ISSN 0072-5285. Zbl 1194.11005. 2013년 4월 30일에 원본 문서에서 보존된 문서. 2014년 1월 1일에 확인함.
- Koblitz, Neal (1993). 《Introduction to elliptic curves and modular forms》. Graduate Texts in Mathematics (영어) 97 2판. doi:10.1007/978-1-4612-0909-6. ISBN 978-1-4612-6942-7. ISSN 0072-5285. Zbl 0804.11039.